# Sixième circonscription du Val-d'Oise
La sixième circonscription du Val-d'Oise est l'une des dix circonscriptions législatives françaises que compte le département du Val-d'Oise (95) situé en région Île-de-France.

## Description géographique et démographique

Carte de la sixième circonscription du Val d'Oise de 1986 à 2012

La sixième circonscription du Val-d'Oise est délimitée par le découpage électoral de la loi no 86-1197 du 24 novembre 1986, elle regroupe les divisions administratives suivantes : cantons de Enghien-les-Bains, Saint-Gratien, Sannois, Soisy-sous-Montmorency et Deuil-la-Barre.
D'après le recensement général de la population en 1999, réalisé par l'Institut national de la statistique et des études économiques (INSEE), la population totale de cette circonscription est estimée à 109539 habitants,.

## Historique des députations
| Législature | Début de mandat | Fin de mandat  | Député                 | Parti politique                     | Observations |
| ----------- | --------------- | -------------- | ---------------------- | ----------------------------------- | --- |
| VIIIe       | 2 avril 1986    | 14 mai 1988    | Aucun                  | Aucun                               | Proportionnelle par département, pas de député par circonscription. Mandat écourté à la suite d'une dissolution parlementaire décidée par François Mitterrand. |
| IXe         | 23 juin 1988    | 1er avril 1993 | Jean-Pierre Delalande  | URC-RPR                             | |
| Xe          | 2 avril 1993    | 21 avril 1997  | Jean-Pierre Delalande, | UPF-RPR,                            | Mandat écourté à la suite d'une dissolution parlementaire décidée par Jacques Chirac.                                                                          |
| XIe         | 12 juin 1997    | 18 juin 2002   | Jean-Pierre Delalande, | RPR,                                | |
| XIIe        | 19 juin 2002    | 19 juin 2007   | François Scellier,     | UMP,                                | |
| XIIIe       | 20 juin 2007    | 19 juin 2012   | François Scellier      | UMP                                 | |
| XIVe        | 20 juin 2012    | 20 juin 2017   | François Scellier      | UMP / LR                            | |
| XVe         | 21 juin 2017    | 26 août 2020   | Nathalie Élimas        | MoDem                               | Nommée au gouvernement. |
| XVe         | 27 août 2020    | 5 avril 2022   | David Corceiro         | MoDem                               | Nommée au gouvernement. |
| XVIe        | 22 juin 2022    | 9 juin 2024    | Estelle Folest         | Refondation républicaine (Ensemble) | Mandat écourté à la suite d'une dissolution parlementaire décidée par Emmanuel Macron.                                                                         |
| XVIIe       | 8 juillet 2024  | En cours       | Gabrielle Cathala      | LFI                                 | |

## Historique des élections

### Élections de 1988
| Candidat              | Candidat                            | Parti                      | Premier tour | Premier tour | Second tour | Second tour |  |
| Candidat              | Candidat                            | Parti                      | Voix         | %            | Voix        | %           |  |
| --------------------- | ----------------------------------- | -------------------------- | ------------ | ------------ | ----------- | ----------- |  |
|                       | Jean-Pierre Delalande sortant réélu | RPR (URC)                  | 16 229       | 41,56        | 22 878      | 54,72       |  |
|                       | Michel Mousel                       | Divers gauche (Maj. prés.) | 13 382       | 34,27        | 18 931      | 45,28       |  |
|                       | André Bianchi                       | FN                         | 5 499        | 14,08        |             |             |  |
|                       | Christianne Leser                   | PCF                        | 3 209        | 8,22         |             |             |  |
|                       | Michel Guay                         | Divers droite              | 731          | 1,87         |             |             |  |
|                       |                                     |                            |              |              |             |             |  |
| Inscrits              | Inscrits                            | Inscrits                   | 63 655       | 100,00       | 63 654      | 100,00      |  |
| Abstentions           | Abstentions                         | Abstentions                | 23 975       | 37,66        | 20 948      | 32,91       |  |
| Votants               | Votants                             | Votants                    | 39 680       | 62,34        | 42 706      | 67,09       |  |
| Blancs et nuls        | Blancs et nuls                      | Blancs et nuls             | 630          | 1,59         | 897         | 2,1         |  |
| Exprimés              | Exprimés                            | Exprimés                   | 39 050       | 98,41        | 41 809      | 97,9        |  |
| Source : Data.gouv.fr |                                     |                            |              |              |             |             |  |

François Scellier, conseiller général UDF, maire de Saint-Gratien, était suppléant de Jean-Pierre Delalande.

### Élections de 1993
| Candidat       | Candidat                            | Parti          | Premier tour | Premier tour | Second tour | Second tour |  |
| Candidat       | Candidat                            | Parti          | Voix         | %            | Voix        | %           |  |
| -------------- | ----------------------------------- | -------------- | ------------ | ------------ | ----------- | ----------- |  |
|                | Jean-Pierre Delalande sortant réélu | RPR (UPF)      | 17 748       | 42,01        | 24 747      | 72,19       |  |
|                | Jean-Michel Dubois                  | FN             | 7 347        | 17,39        | 9 533       | 27,81       |  |
|                | François Ballestracci               | PS (ADFP)      | 6 448        | 15,26        |             |             |  |
|                | Louis Perrier                       | Les Verts (EÉ) | 4 000        | 9,47         |             |             |  |
|                | René Raymond                        | PCF            | 3 073        | 7,27         |             |             |  |
|                | Jean-Pierre Le Denmat               | CNIP           | 1 300        | 3,08         |             |             |  |
|                | Mireille Lansardière                | LT-LNÉ         | 977          | 2,31         |             |             |  |
|                | Franck Landouch                     | RDRP           | 775          | 1,83         |             |             |  |
|                | Jean-François Touzé                 | AP             | 321          | 0,76         |             |             |  |
|                | Sylvio Valente                      | UDI            | 142          | 0,34         |             |             |  |
|                | Paul Fetting                        | PLN            | 115          | 0,27         |             |             |  |
|                |                                     |                |              |              |             |             |  |
| Inscrits       | Inscrits                            | Inscrits       | 64 866       | 100,00       | 64 866      | 100,00      |  |
| Abstentions    | Abstentions                         | Abstentions    | 20 999       | 32,37        | 24 055      | 37,08       |  |
| Votants        | Votants                             | Votants        | 43 867       | 67,63        | 40 811      | 62,92       |  |
| Blancs et nuls | Blancs et nuls                      | Blancs et nuls | 1 621        | 3,7          | 6 531       | 16          |  |
| Exprimés       | Exprimés                            | Exprimés       | 42 246       | 96,3         | 34 280      | 84          |  |

François Scellier était suppléant de Jean-Pierre Delalande.

### Élections de 1997
| Candidat       | Candidat                            | Parti          | Premier tour | Premier tour | Second tour | Second tour |  |
| Candidat       | Candidat                            | Parti          | Voix         | %            | Voix        | %           |  |
| -------------- | ----------------------------------- | -------------- | ------------ | ------------ | ----------- | ----------- |  |
|                | Jean-Pierre Delalande sortant réélu | RPR            | 13 961       | 34,41        | 23 672      | 56,19       |  |
|                | Delphine Mayrargue                  | PS             | 9 317        | 22,96        | 18 458      | 43,81       |  |
|                | Jean-Michel Dubois                  | FN             | 7 480        | 18,43        |             |             |  |
|                | Josiane Jeantils                    | PCF            | 3 012        | 7,42         |             |             |  |
|                | Jean-François Patingre              | Les Verts      | 1 740        | 4,29         |             |             |  |
|                | Patrick Tharreau                    | LDI (MPF)      | 1 255        | 3,09         |             |             |  |
|                | Yves Cottencon                      | LO             | 1 132        | 2,79         |             |             |  |
|                | Jean-Louis Charbit                  | LT-LNÉ         | 1 009        | 2,49         |             |             |  |
|                | Sylvie Barriere                     | MDC            | 695          | 1,71         |             |             |  |
|                | Jean-Pierre Bertres                 | MÉI            | 466          | 1,15         |             |             |  |
|                | Monique Jacobs                      | Extrême droite | 234          | 0,58         |             |             |  |
|                | Pierre Doyen                        | Divers gauche  | 222          | 0,55         |             |             |  |
|                | Nicolle Mercery                     | Divers droite  | 53           | 0,13         |             |             |  |
|                | Christine Desrues                   | Divers         | 0            | 0            |             |             |  |
|                |                                     |                |              |              |             |             |  |
| Inscrits       | Inscrits                            | Inscrits       | 64 983       | 100,00       | 64 983      | 100,00      |  |
| Abstentions    | Abstentions                         | Abstentions    | 22 898       | 35,24        | 20 465      | 31,49       |  |
| Votants        | Votants                             | Votants        | 42 085       | 64,76        | 44 518      | 68,51       |  |
| Blancs et nuls | Blancs et nuls                      | Blancs et nuls | 1 509        | 3,59         | 2 388       | 5,36        |  |
| Exprimés       | Exprimés                            | Exprimés       | 40 576       | 96,41        | 42 130      | 94,64       |  |

François Scellier, Président du Conseil général du Val-d'Oise, était suppléant de Jean-Pierre Delalande.
Jean-Pierre Delalande démissionne le 1er octobre 2001 .

### Élections de 2002
| Candidat       | Candidat                 | Parti                      | Premier tour | Premier tour | Second tour | Second tour |  |
| Candidat       | Candidat                 | Parti                      | Voix         | %            | Voix        | %           |  |
| -------------- | ------------------------ | -------------------------- | ------------ | ------------ | ----------- | ----------- |  |
|                | François Scellier élu    | UMP                        | 14 849       | 36,76        | 22 000      | 61,26       |  |
|                | Janine Haddad            | PS                         | 8 839        | 21,88        | 13 910      | 38,74       |  |
|                | Yanick Paternotte        | Divers droite (Maj. prés.) | 5 411        | 13,39        |             |             |  |
|                | Jean-Michel Dubois       | FN                         | 4 891        | 12,11        |             |             |  |
|                | François Delcombre       | Les Verts                  | 1 508        | 3,73         |             |             |  |
|                | Josiane Jeantils         | PCF                        | 1 366        | 3,38         |             |             |  |
|                | Nadia Khaldi             | Pôle républicain           | 678          | 1,68         |             |             |  |
|                | Marie-Thérèse Merle      | LCR                        | 653          | 1,62         |             |             |  |
|                | Pierre Gayral            | SÉGA                       | 423          | 1,05         |             |             |  |
|                | Louis Girard             | Divers écologiste          | 419          | 1,04         |             |             |  |
|                | Patrick Tharreau         | MPF                        | 310          | 0,77         |             |             |  |
|                | Nathalie Romero-Neftia   | LO                         | 272          | 0,67         |             |             |  |
|                | Nicole Schwaller-Olhaitz | MNR                        | 229          | 0,57         |             |             |  |
|                | Annie Weissmann          | Divers écologiste          | 152          | 0,38         |             |             |  |
|                | Jeanick Stocco           | Divers                     | 152          | 0,38         |             |             |  |
|                | Jean-Claude Rosier       | PT                         | 147          | 0,36         |             |             |  |
|                | Alain Bayot              | Divers                     | 69           | 0,17         |             |             |  |
|                | Alexandre Almajeanu      | Divers droite              | 29           | 0,07         |             |             |  |
|                |                          |                            |              |              |             |             |  |
| Inscrits       | Inscrits                 | Inscrits                   | 63 679       | 100,00       | 63 679      | 100,00      |  |
| Abstentions    | Abstentions              | Abstentions                | 22 713       | 35,67        | 26 504      | 41,62       |  |
| Votants        | Votants                  | Votants                    | 40 966       | 64,33        | 37 175      | 58,38       |  |
| Blancs et nuls | Blancs et nuls           | Blancs et nuls             | 569          | 1,39         | 1 265       | 3,4         |  |
| Exprimés       | Exprimés                 | Exprimés                   | 40 397       | 98,61        | 35 910      | 96,6        |  |

Le suppléant de François Scellier était Luc Strehaiano, maire de Soisy-sous-Montmorency, ingénieur, conseiller général du canton de Soisy-sous-Montmorency.

### Élections de 2007
| Candidat       | Candidat                        | Parti          | Premier tour | Premier tour | Second tour | Second tour |  |
| Candidat       | Candidat                        | Parti          | Voix         | %            | Voix        | %           |  |
| -------------- | ------------------------------- | -------------- | ------------ | ------------ | ----------- | ----------- |  |
|                | François Scellier sortant réélu | UMP            | 20 254       | 48,78        | 21 836      | 58,09       |  |
|                | Marie-Paule Georgelin           | PS             | 9 381        | 22,6         | 15 752      | 41,91       |  |
|                | Haiba Ouaissi                   | UDF–MoDem      | 4 294        | 10,34        |             |             |  |
|                | Jean-Michel Dubois              | FN             | 2 000        | 4,82         |             |             |  |
|                | François Delcombre              | Les Verts      | 1 320        | 3,18         |             |             |  |
|                | Josiane Jeantils                | PCF            | 1 112        | 2,68         |             |             |  |
|                | Irène Tine                      | LCR            | 860          | 2,07         |             |             |  |
|                | Philippe Jahiel                 | MPF            | 557          | 1,34         |             |             |  |
|                | Michel Verna                    | GÉ             | 494          | 1,19         |             |             |  |
|                | Mina Bouhouria                  | MRC            | 396          | 0,95         |             |             |  |
|                | Nathalie Romero                 | LO             | 320          | 0,77         |             |             |  |
|                | Francine Chenard                | Divers         | 291          | 0,7          |             |             |  |
|                | Jacques Marcenaro               | MNR            | 239          | 0,58         |             |             |  |
|                |                                 |                |              |              |             |             |  |
| Inscrits       | Inscrits                        | Inscrits       | 72 546       | 100,00       | 72 546      | 100,00      |  |
| Abstentions    | Abstentions                     | Abstentions    | 30 574       | 42,14        | 33 904      | 46,73       |  |
| Votants        | Votants                         | Votants        | 41 972       | 57,86        | 38 642      | 53,27       |  |
| Blancs et nuls | Blancs et nuls                  | Blancs et nuls | 454          | 1,08         | 1 054       | 2,73        |  |
| Exprimés       | Exprimés                        | Exprimés       | 41 518       | 98,92        | 37 588      | 97,27       |  |

### Élections de 2012
| Candidat       | Candidat                        | Parti              | Premier tour | Premier tour | Second tour | Second tour |  |
| Candidat       | Candidat                        | Parti              | Voix         | %            | Voix        | %           |  |
| -------------- | ------------------------------- | ------------------ | ------------ | ------------ | ----------- | ----------- |  |
|                | Christine Neracoulis            | PS (MRC, PRG, MUP) | 13 733       | 33,81        | 19 195      | 49,51       |  |
|                | François Scellier sortant réélu | UMP (PRV)          | 10 331       | 25,04        | 19 572      | 50,49       |  |
|                | Luc Strehaiano                  | Divers droite      | 6 928        | 17,07        |             |             |  |
|                | Michel Simonnot                 | FN                 | 4 174        | 10,28        |             |             |  |
|                | Isabelle Volat                  | FG (PCF)           | 2 650        | 6,52         |             |             |  |
|                | François Delcombre              | EÉLV               | 1 155        | 2,84         |             |             |  |
|                | Nathalie Élimas                 | MoDem              | 989          | 2,43         |             |             |  |
|                | Frédéric Vergnaud               | AÉI                | 269          | 0,66         |             |             |  |
|                | Agnès Reinmann                  | LO                 | 158          | 0,39         |             |             |  |
|                | Jean-Claude Velez               | POI                | 94           | 0,23         |             |             |  |
|                | Dominique Fitremann             | Divers             | 82           | 0,20         |             |             |  |
|                | Bruno Abrial                    | S&P                | 54           | 0,13         |             |             |  |
|                |                                 |                    |              |              |             |             |  |
| Inscrits       | Inscrits                        | Inscrits           | 74 709       | 100,00       | 74 709      | 100,00      |  |
| Abstentions    | Abstentions                     | Abstentions        | 33 748       | 45,17        | 34 879      | 46,69       |  |
| Votants        | Votants                         | Votants            | 40 961       | 54,83        | 39 830      | 53,31       |  |
| Blancs et nuls | Blancs et nuls                  | Blancs et nuls     | 344          | 0,84         | 1 063       | 2,67        |  |
| Exprimés       | Exprimés                        | Exprimés           | 40 617       | 99,16        | 38 767      | 97,33       |  |

### Élections de 2017
Les élections législatives françaises de 2017 ont eu lieu les dimanches 11 et 18 juin 2017.
David Corceiro devient député de la sixième circonscription du Val-d'Oise en août 2020, à la suite de la nomination de Nathalie Élimas en tant que secrétaire d'État chargée de l'Éducation prioritaire.
|                                                                           |                                                                            |                           |                           |                          |                          |
|                                                                           |                                                                            | Premier tour 11 juin 2017 | Premier tour 11 juin 2017 | Second tour 18 juin 2017 | Second tour 18 juin 2017 |
|                                                                           |                                                                            |                           |                           |                          |                          |
|                                                                           |                                                                            | Nombre                    | % des inscrits            | Nombre                   | % des inscrits           |
| Inscrits                                                                  | Inscrits                                                                   | 76 435                    | 100,00                    | 76 438                   | 100,00                   |
| Abstentions                                                               | Abstentions                                                                | 41 499                    | 54,29                     | 46 832                   | 61,27                    |
| Votants                                                                   | Votants                                                                    | 34 936                    | 45,71                     | 29 606                   | 38,73                    |
|                                                                           |                                                                            |                           | % des votants             |                          | % des votants            |
| Bulletins blancs                                                          | Bulletins blancs                                                           | 375                       | 1,07                      | 1 581                    | 5,34                     |
| Bulletins nuls                                                            | Bulletins nuls                                                             | 156                       | 0,45                      | 1 452                    | 4,90                     |
| Suffrages exprimés                                                        | Suffrages exprimés                                                         | 34 405                    | 98,48                     | 26 573                   | 89,76                    |
|                                                                           |                                                                            |                           |                           |                          |                          |
| Candidat Étiquette politique (partis et alliances)                        | Candidat Étiquette politique (partis et alliances)                         | Voix                      | % des exprimés            | Voix                     | % des exprimés           |
|                                                                           |                                                                            |                           |                           |                          |                          |
|                                                                           | Nathalie Élimas Mouvement démocrate (La République en marche)              | 13 897                    | 40,39                     | 15 177                   | 57,11                    |
|                                                                           | Luc Strehaiano Les Républicains (Union des démocrates et indépendants)     | 7 910                     | 22,99                     | 11 396                   | 42,89                    |
|                                                                           | Serge Grossvak La France insoumise                                         | 4 135                     | 12,02                     |                          |                          |
|                                                                           | Jean-Michel Dubois Front national                                          | 2 896                     | 8,42                      |                          |                          |
|                                                                           | Guilaine Pestie Parti socialiste (Union des démocrates et des écologistes) | 1 493                     | 4,34                      |                          |                          |
|                                                                           | François Delcombre Europe Écologie Les Verts                               | 1 278                     | 3,71                      |                          |                          |
|                                                                           | Leila Addou Parti communiste français                                      | 702                       | 2,04                      |                          |                          |
|                                                                           | Alexandra Ferreira Parti animaliste                                        | 523                       | 1,52                      |                          |                          |
|                                                                           | Dimitar Krastev Debout la France                                           | 378                       | 1,10                      |                          |                          |
|                                                                           | Agnès Reinmann Lutte ouvrière                                              | 259                       | 0,75                      |                          |                          |
|                                                                           | Léonard Diers Union populaire républicaine                                 | 250                       | 0,73                      |                          |                          |
|                                                                           | Yohan Penel Divers gauche (La Relève citoyenne)                            | 221                       | 0,64                      |                          |                          |
|                                                                           | Anne Haimart Parti chrétien-démocrate                                      | 214                       | 0,62                      |                          |                          |
|                                                                           | Salim Meghiche Souveraineté, identité et libertés                          | 139                       | 0,40                      |                          |                          |
|                                                                           | Salim Drai Divers gauche                                                   | 110                       | 0,32                      |                          |                          |
| Source : Ministère de l'Intérieur - Sixième circonscription du Val-d'Oise |                                                                            |                           |                           |                          |                          |

### Élections de 2022
|                                                    |                                                                                      |                           |                           |                          |                          |
|                                                    |                                                                                      | Premier tour 12 juin 2022 | Premier tour 12 juin 2022 | Second tour 19 juin 2022 | Second tour 19 juin 2022 |
|                                                    |                                                                                      |                           |                           |                          |                          |
|                                                    |                                                                                      | Nombre                    | % des inscrits            | Nombre                   | % des inscrits           |
| Inscrits                                           | Inscrits                                                                             | 75 335                    | 100                       | 75 352                   | 100                      |
| Abstentions                                        | Abstentions                                                                          | 41 230                    | 54,73                     | 41 149                   | 54,61                    |
| Votants                                            | Votants                                                                              | 34 105                    | 45,27                     | 34 203                   | 45,39                    |
|                                                    |                                                                                      |                           | % des votants             |                          | % des votants            |
| Bulletins blancs                                   | Bulletins blancs                                                                     | 381                       | 1,12                      | 1388                     | 4,06                     |
| Bulletins nuls                                     | Bulletins nuls                                                                       | 148                       | 0,43                      | 564                      | 1,65                     |
| Suffrages exprimés                                 | Suffrages exprimés                                                                   | 33 576                    | 98,45                     | 32 251                   | 94,29                    |
|                                                    |                                                                                      |                           |                           |                          |                          |
| Candidat Étiquette politique (partis et alliances) | Candidat Étiquette politique (partis et alliances)                                   | Voix                      | % des exprimés            | Voix                     | % des exprimés           |
|                                                    |                                                                                      |                           |                           |                          |                          |
|                                                    | Gabrielle Cathala Nouvelle Union populaire écologique et sociale La France insoumise | 10 019                    | 29,84                     | 15 006                   | 46,53                    |
|                                                    | Estelle Folest Ensemble Refondation républicaine                                     | 7 470                     | 22,25                     | 17 245                   | 53,47                    |
|                                                    | Nicolas Flament Les Républicains                                                     | 4 125                     | 12,29                     |                          |                          |
|                                                    | Annika Bruna Rassemblement national                                                  | 3 994                     | 11,90                     |                          |                          |
|                                                    | Nathalie Élimas* Mouvement démocrate diss.                                           | 2 895                     | 8,62                      |                          |                          |
|                                                    | Samir Lassoued Parti socialiste diss.                                                | 1 979                     | 5,89                      |                          |                          |
|                                                    | Anaïs Ferdel Reconquête                                                              | 1 961                     | 5,84                      |                          |                          |
|                                                    | Philippe Demarquez Parti animaliste                                                  | 816                       | 2,43                      |                          |                          |
|                                                    | Agnès Reinmann Lutte ouvrière                                                        | 317                       | 0,94                      |                          |                          |
| * Députée sortante                                 |                                                                                      |                           |                           |                          |                          |

### Élections de 2024
Députée sortante : Estelle Folest (Refondation républicaine).
| Candidat                 | Candidat                  | Parti et coalition       | Nuance                   | Premier tour | Premier tour | Second tour | Second tour |
| Candidat                 | Candidat                  | Parti et coalition       | Nuance                   | Voix         | %            | Voix        | %           |
| ------------------------ | ------------------------- | ------------------------ | ------------------------ | ------------ | ------------ | ----------- | ----------- |
|                          | Gabrielle Cathala         | LFI (NFP)                | UG                       | 18 603       | 37,63        | 21 326      | 43,64       |
|                          | Estelle Folest            | RR (ENS)                 | ENS                      | 12 745       | 25,78        | 16 149      | 33,05       |
|                          | Annika Bruna              | RN                       | RN                       | 10 911       | 22,07        | 11 389      | 23,31       |
|                          | Audrey Guilbaud           | LR                       | LR                       | 3 737        | 7,56         |             |             |
|                          | Loïc Eléloué-Valmar       | ÉP (TUPV)                | REG                      | 1 049        | 2,12         |             |             |
|                          | Emmanuel Mikael           | ?                        | DVC                      | 910          | 1,84         |             |             |
|                          | Jean-Bernard Lasmarrigues | REC                      | REC                      | 683          | 1,38         |             |             |
|                          | Christophe Célestin       | ?                        | DVC                      | 427          | 0,86         |             |             |
|                          | Agnès Reinmann            | LO                       | EXG                      | 370          | 0,75         |             |             |
|                          | Marine Dageville          | NPA-R                    | EXG                      | 0            | 0            |             |             |
|                          |                           |                          |                          |              |              |             |             |
| Suffrages exprimés       | Suffrages exprimés        | Suffrages exprimés       | Suffrages exprimés       | 49 435       | 98,24        | 48 864      | 64,48       |
| Votes blancs             | Votes blancs              | Votes blancs             | Votes blancs             | 626          | 1,24         | 738         | 0,97        |
| Votes nuls               | Votes nuls                | Votes nuls               | Votes nuls               | 260          | 0,52         | 223         | 0,29        |
| Total                    | Total                     | Total                    | Total                    | 50 321       | 100          | 49 825      | 100         |
| Abstention               | Abstention                | Abstention               | Abstention               | 25 432       | 33,57        | 25 954      | 34,25       |
| Inscrits / participation | Inscrits / participation  | Inscrits / participation | Inscrits / participation | 75 753       | 66,43        | 75 779      | 65,75       |